# Петров, Рэм Викторович
Рэм Ви́кторович Петро́в (род. 22 марта 1930, Нижне-Волжский край) — советский и российский иммунолог. Академик РАН (действительный член АН СССР с 1984 года) и её вице-президент (до 2001 года, как вице-президент АН СССР с 1988 года), академик РАМН (1978), академик РАСХН (1991). Герой Социалистического Труда (1991).

## Биография
Родился в станице Усть-Медведицкая в семье партийного работника, впоследствии — известного детского писателя Виктора Петрова.
В 1953 году после окончания лечебного факультета Воронежского медицинского института был направлен в Институт биофизики Министерства здравоохранения СССР (ныне Государственный научный центр РФ — Институт биофизики Минздрава России), в котором работал до 2001 года: с 1953 младший, с 1959 — старший научный сотрудник, с 1962 — заведующий лабораторией иммунологии, с 1969 — начальник отдела, с 1983 — директор института, с 1988 — главный научный сотрудник.
С 1992 — заведующий отделом иммунологии Института биоорганической химии им. академиков М. М. Шемякина и Ю. А. Овчинникова РАН.
Доктор медицинских наук.
Был членом Главной редакционной коллегии информационных изданий ВИНИТИ, главный редактор журнала «Наука в России».
Наиболее значимые публикации связаны с развитием фундаментальных и прикладных проблем неинфекционной иммунологии и иммуногенетики.
Сын — российский журналист, главный редактор научного журнала Acta Naturae Рэм Рэмович Петров.

## Основные работы
Книги
- Иммунология острого лучевого поражения. — М., 1962;
- Сфинксы XX века. — М.: Молодая гвардия, 1967. — 208 с. — (Эврика). — 50 000 экз.
  - 2-е изд. — М.: Молодая гвардия, 1971. — 256 с. — (Эврика). — 65 000 экз.
- Введение в неинфекционную иммунологию. — Новосибирск, 1968;
- Радиационная иммунология и трансплантация. — М., 1970 (совм. с Ю. М. Зарецкой);
- Иммунодепрессоры. — М., 1971 (совм. с В. М. Манько);
- Иммунология и иммуногенетика. — М.: Медицина, 1976. — 336 с.
- Беседы о новой иммунологии. — М.: Молодая гвардия, 1976. — 224 с. — (Эврика). — 100 000 экз.
  - 2-е изд. — М.: Молодая гвардия, 1978. — 224 с. — (Эврика). — 65 000 экз.
- Контроль и регуляция иммунного ответа. — Л., 1981 (соавт.);
- Иммуногенетика и искусственные антигены. — М., 1983 (соавт.);
- Я или не я: Иммунологические мобили. — М.: Молодая гвардия, 1983. — 272 с. — (Эврика). — 100 000 экз.
  - . — 2-е изд., доп. — М.: Молодая гвардия, 1987. — 304 с. — (Эврика). — 100 000 экз.
- Искусственные антигены и вакцины. — М.: Медицина, 1988. — 288 с. (совм. с Р. М. Хаитовым);
- Cинтетические иммуномодуляторы. — М.: Наука, 1991 (в соавт с Т. Г. Андроновой и др.);
- Миелопептиды. — М., 2000 (в соавт.);
- Иммуногены и вакцины нового поколения. — М., 2011 (совм. с Р. М. Хаитовым).

Статьи
- Иммунодиагностика иммунодефицитов / соавт.: Р. М. Хаитов, Б. В. Пинегин // Иммунология. — 1997. — № 4;
- Вклад иммунологии в развитие медико-биологических дисциплин // Состояние, пробл. и перспективы развития вет. науки России. — М., 1999. Т. 1;
- Конверсия аллергического ответа в иммунный аллерготропинами / соавт.: Р. М. Хаитов и др. // Доклады Академии наук. — 2004. — Т. 398, № 6;
- Самоорганизация в реакциях иммунопреципитации / соавт.: А. А. Фёдоров и др. // Доклады Академии наук. — 2005. — Т. 405, № 1;
- Моделирование реакции амплификации ДНК в рамках теории ветвящихся процессов с двумя типами частиц / соавт.: Д. Г. Сочивко и др. // Доклады Академии наук. — 2010. — Т. 434, № 2.

## Награды
- Медаль «За трудовую доблесть» (1956)
- Значок «Отличнику здравоохранения» (СССР) (1966)
- Медаль «В ознаменование 100-летия со дня рождения Владимира Ильича Ленина» (1970)
- Серебряная медаль ВДНХ СССР (1970)
- Бронзовая медаль ВДНХ СССР (1973)
- Премия имени И. И. Мечникова АН СССР — за монографию «Иммунология и иммуногенетика» (1978)
- Диплом имени Н. Ф. Гамалеи АМН СССР — за монографию «Иммунология и иммуногенетика» (1978)
- Золотая медаль Итальянского общества трансплантологов (1978)
- Премия имени А. А. Богомольца АМН СССР (1979)
- Почётная Грамота Президиума Верховного Совета РСФСР — за многолетнюю плодотворную научно-исследовательскую деятельность и подготовку научных кадров (1980)
- Свидетельство и диплом Госкомитета СССР по делам изобретений и открытий на открытие № 192 «Явление взаимодействия лимфоцитов с кроветворными стволовыми клетками» (1980)
- Орден Октябрьской Революции (1981)
- Государственная премия Узбекской ССР имени Абу Райхона Беруни (1983)
- Золотая медаль имени И. И. Мечникова АН СССР — за цикл работ «Контроль и регуляция иммунного ответа» (1987)
- Международная премия в области исследований СПИДа Всемирной федерации по вопросам репродукции и здравоохранения и Всемирной академии наук по вопросам репродукции и здравоохранения — за работу «Синтетические пептиды и вирус приобретённого иммунодефицита человека» (1989)
- Степень honoris causa доктора Бар-Иланского университета (Израиль) (1990)
- Герой Социалистического Труда (Указ Президиума Верховного Совета СССР от 8 мая 1991, орден Ленина и медаль «Серп и Молот») — за выдающийся вклад в развитие отечественной биологической науки и внедрение результатов фундаментальных исследований в народное здравоохранение
- Степень honoris causa доктора Московской государственной академии ветеринарной медицины и биотехнологии им. К. И. Скрябина (1994)
- Степень honoris causa доктора Мадридского политехнического университета (1995)
- Диплом Совета директоров Американского биографического института — за научный и общественный вклад в достижения XX века (1996)
- Премия Правительства Российской Федерации в области науки и техники — за разработку, внедрение в промышленное производство и клиническую практику нового типа иммунокорригирующих лекарственных препаратов пептидной природы: Т-активина и миелопида (1997)
- Памятная медаль «Автор научного открытия» Российской академии естественных наук (1997)
- Премия имени М. П. Чумакова Российской медико-технической академии — за цикл работ по иммунобиотехнологии (1997)
- Медаль «В память 850-летия Москвы» (1997)
- Орден «За заслуги перед Отечеством» III степени (4 июня 1999) — за большой вклад в развитие отечественной науки, подготовку высококвалифицированных кадров и в связи с 275-летием Российской академии наук[3]
- Демидовская премия (2000)
- Степень honoris causa доктора Российского государственного медицинского университета (2000)
- Государственная премия Российской Федерации в области науки и технологий — за работу «Конъюгированные полимер-субъединичные иммуногены и вакцины» (2001)[4]
- Золотая медаль Международного общества трансплантологов
- Государственная премия Российской Федерации 2011 года в области науки и технологий (2012) (совместно с Р. М. Хаитовым)[5]